# 贝鲁拉米洛蒂耶尔
贝鲁拉米洛蒂耶尔（法語：Bérou-la-Mulotière，法語發音：[beʁu la mylɔtjɛʁ]）是法国厄尔-卢瓦省的一个市镇，属于德勒区。

## 地理
贝鲁拉米洛蒂耶尔（48°44'42"N, 1°2'51"E）面积13.2 平方千米，位于法国中央-卢瓦尔河谷大区厄尔-卢瓦省，该省份为法国北部内陆省份，北起顺时针与厄尔省、伊夫林省、埃松省、卢瓦雷省、卢瓦-谢尔省、萨尔特省和奧恩省接壤。
贝鲁拉米洛蒂耶尔的时区为UTC+01:00、UTC+02:00（夏令时）。

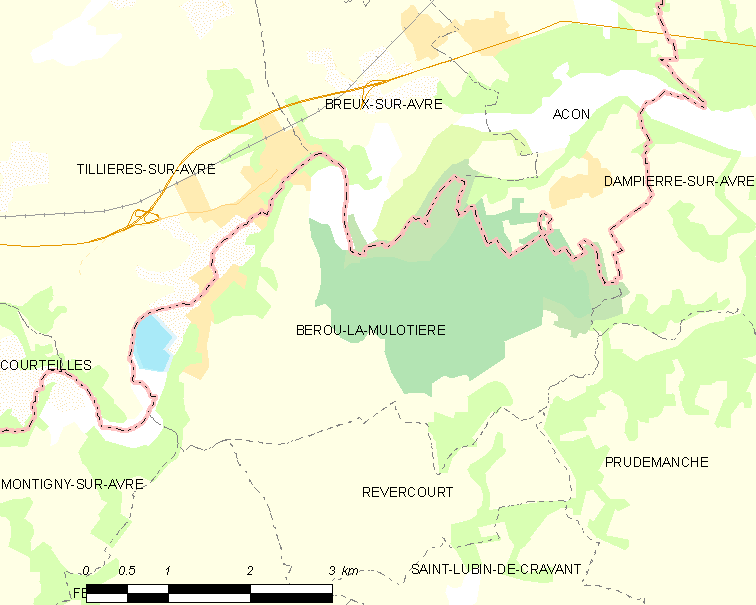
贝鲁拉米洛蒂耶尔的OSM定位图

## 行政
贝鲁拉米洛蒂耶尔的邮政编码为28270，INSEE市镇编码为28037。

## 政治
贝鲁拉米洛蒂耶尔所属的省级选区为圣吕班德容什雷县。

## 人口

1962-2008年间贝鲁拉米洛蒂耶尔人口变化图示

贝鲁拉米洛蒂耶尔于2022年1月1日时的人口数量为345人。